# Niszczyciele typu Acre
Niszczyciele typu Acre – brazylijskie niszczyciele z okresu „zimnej wojny”. W latach 1940–1957 w stoczni Arsenal de Marinha do Rio de Janeiro na Ilha das Cobras zbudowano sześć okrętów tego typu. Jednostki weszły w skład Marinha do Brasil w latach 1949-1957, a ze służby wycofano je w latach 1964–1974.

## Projekt i budowa
Niszczyciele typu Acre zbudowano w Brazylii w miejsce zarekwirowanych przez Wielką Brytanię po wybuchu II wojny światowej sześciu jednostek typu H. Okręty zostały zbudowane według oryginalnego brytyjskiego projektu stoczni Thornycroft, z tą jednak różnicą, że system napędowy, uzbrojenie i wyposażenie miało być produkcji USA. Inne niż w pierwowzorze siłownie spowodowały również zmiany w wyglądzie zewnętrznym jednostek, przejawiające się m.in. w użyciu jednego komina zamiast dwóch. Sylwetka okrętów stała się tym samym podobna do amerykańskich niszczycieli typu Gridley. Długi czas budowy jednostek spowodowany był zarówno brakami materiałowymi, jak też innymi trudnościami spowodowanymi toczącą się wojną.
Wszystkie okręty typu Acre zbudowane zostały w stoczni Arsenal de Marinha do Rio de Janeiro, położonej na wyspie Ilha das Cobras w Rio de Janeiro. Stępki okrętów położono w 1940 roku, zostały zwodowane w latach 1943–1946, a służby w Marinha do Brasil przyjęto je w latach 1949-1957. Jednostki otrzymały nazwy pochodzące od brazylijskich rzek i numery taktyczne A-1 – A-6.
| Okręt             | Stocznia        | Początek budowy | Wodowanie         | Wejście do służby   |
| ----------------- | --------------- | --------------- | ----------------- | ------------------- |
| „Amazonas” (A-1)  | Ilha das Cobras | 20 lipca 1940   | 29 listopada 1943 | 10 listopada 1949   |
| „Araguari” (A-2)  | Ilha das Cobras | 28 grudnia 1940 | 14 lipca 1946     | 23 czerwca 1951     |
| „Ajuricaba” (A-3) | Ilha das Cobras | 28 grudnia 1940 | 30 maja 1945      | 21 grudnia 1957     |
| „Acre” (A-4)      | Ilha das Cobras | 28 grudnia 1940 | 30 maja 1945      | 10 grudnia 1951     |
| „Araguaia” (A-5)  | Ilha das Cobras | 20 lipca 1940   | listopad 1943     | 3 października 1949 |
| „Apa” (A-6)       | Ilha das Cobras | 28 grudnia 1940 | 30 maja 1945      | 10 grudnia 1951     |

## Dane taktyczno-techniczne
Okręty były dużymi niszczycielami, z typowym dla tej klasy okrętów uzbrojeniem i wyposażeniem. Długość całkowita wynosiła 98,5 metra (97,5 m na konstrukcyjnej linii wodnej), szerokość 10,7 metra i średnie zanurzenie 2,59 metra (maksymalne 3,3 m). Wyporność standardowa wynosiła 1340 ton, a pełna 1800 ton. Okręty napędzane były przez dwie turbiny parowe Westinghouse z przekładniami redukcyjnymi o łącznej mocy 45 000 KM („Amazonas”, „Apa”, „Araguari” i „Araguaia”) lub dwoma turbinami parowymi General Electric z przekładniami redukcyjnymi o łącznej mocy 35 000 KM („Acre” i „Ajuricaba”), do których parę dostarczały trzy kotły wodnorurkowe Babcock & Wilcox. Dwuśrubowy układ napędowy pozwalał osiągnąć maksymalną prędkość od 33,5 („Acre” i „Ajuricaba”) do 36 węzłów (marszowa wynosiła 20 węzłów). Energię elektryczną wytwarzały dwa turbogeneratory Westinghouse o napięciu 450 V i mocy 204 KM („Acre” i „Ajuricaba” posiadały też generator wysokoprężny Cummins 450 V o mocy 136 KM). Okręty zabierały 450 ton mazutu, co zapewniało zasięg maksymalny 6000 mil morskich przy prędkości ekonomicznej 15 węzłów.
Okręty były uzbrojone w cztery pojedyncze działa uniwersalne kal. 127 mm Mark 21/30 L/38 (jedno na pokładzie dziobowym, jedno w superpozycji na nadbudówce dziobowej, jedno na pokładzie rufowym i jedno na nadbudówce rufowej, także w superpozycji). Broń przeciwlotniczą stanowiły dwa działka Bofors kal. 40 mm Mark 1 L/56 (1 x II) oraz cztery pojedyncze działka Oerlikon kal. 20 mm Mark 4 L/70. Uzbrojenie uzupełniały: dwa poczwórne aparaty torpedowe kal. 533 mm oraz dwa miotacze bomb głębinowych K Mark 6 i dwie zrzutnie bomb głębinowych Mark 3 i Mark 4. Wyposażenie radioelektroniczne obejmowało dwa radary obserwacji okrężnej (SF-1 i VJ-1), system kierowania ogniem Mk 33 Mod 38, urządzenia naprowadzania kierunku Mk-T Mod 2 dla dział 127 mm i sonar QCR-1.
Załoga pojedynczego okrętu składała się ze 150 oficerów, podoficerów i marynarzy.

## Służba
31 stycznia 1953 roku będące w służbie jednostki typu Acre weszły w skład 2. Dywizjonu 1. Eskadry Niszczycieli. Na przełomie 1953 i 1954 roku zmieniono numery burtowe okrętów na D-10 – D-15. W latach 1957–1958 niszczyciele poddano modernizacji: usunięto jedną armatę kal. 127 mm i dwa działka Oerlikon kal. 20 mm, montując w zamian podwójne stanowisko działek kal. 40 mm (na podstawie Mark 1 Mod 6); zamieniono też poczwórne aparaty torpedowe na dwa potrójne Mark 14 Mod 12. Unowocześniono również wyposażenie radioelektroniczne, wymieniając m.in. dwa radary obserwacji okrężnej (na AN/SPS-4 i AN/SPS-6C z IFF), a także dodając radar kierowania ogniem artyleryjskim Mk 28 dla systemu kierowania ogniem Mk 33 Mod 38 i dwa urządzenia naprowadzania kierunku Mk 51 dla dział kal. 40 mm (zmiany te nie dotyczyły „Ajuricaby”, która od początku otrzymała właśnie taki zestaw uzbrojenia i wyposażenia). W rezultacie tych zmian wyporność okrętów wzrosła do 1450 ton (standardowa) i 2180 ton (bojowa). W 1963 roku dokonano reorganizacji struktury brazylijskiej marynarki, w wyniku której sześć okrętów typu Acre znalazło się w składzie 21. i 22. Dywizjonu 2 Eskadry Niszczycieli. Jednostki uczestniczyły zarówno w krajowych rejsach szkoleniowych, jak też reprezentowały flotę brazylijską podczas corocznych międzynarodowych manewrów „Unitas” Pierwsze dwa okręty zostały wycofane ze służby w 1964 roku, a pozostałe w latach 1973–1974.